# 艾鐵克比區
49°59′24″N 60°52′12″E / 49.99000°N 60.87000°E

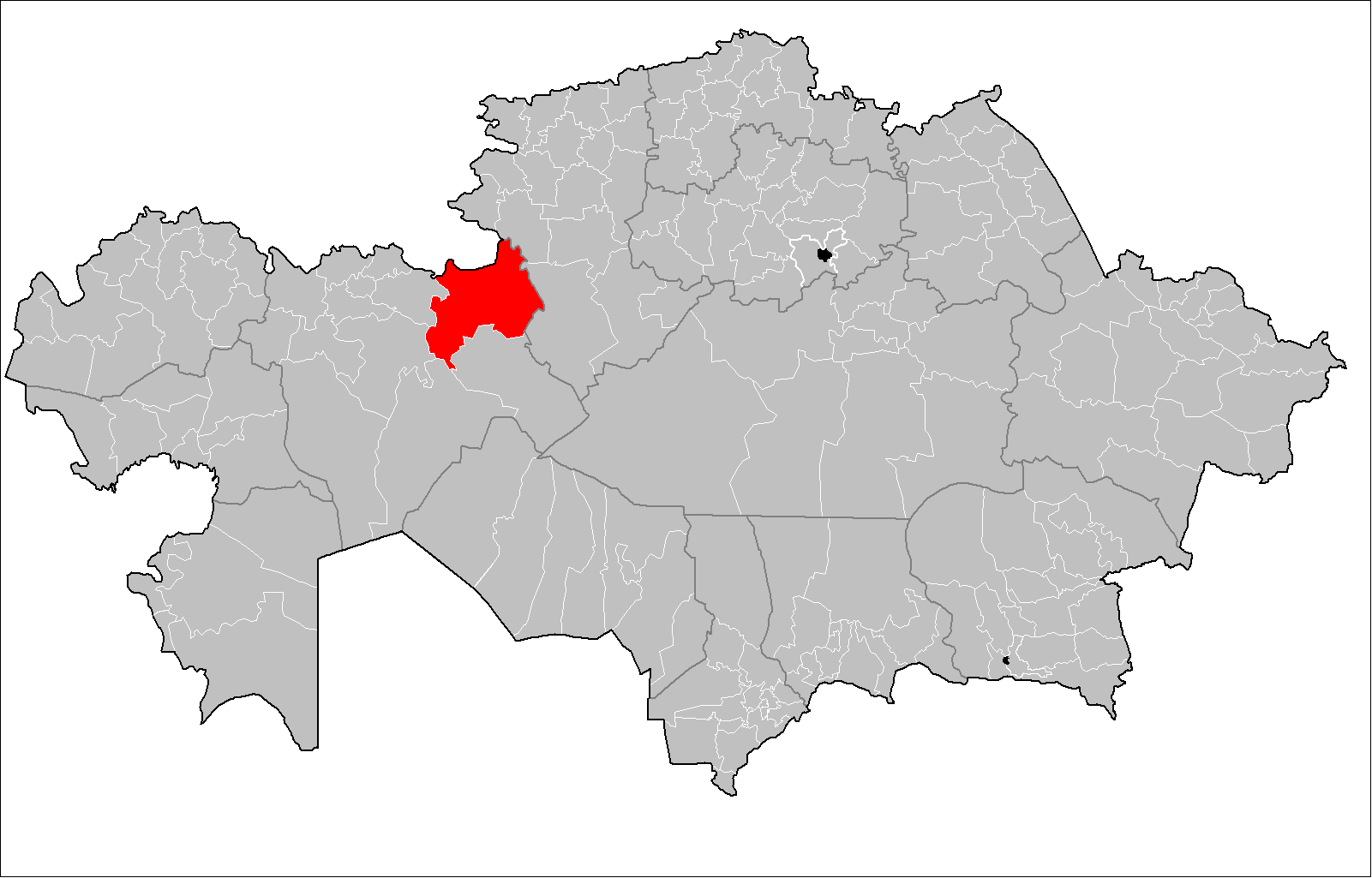

艾鐵克比區是哈薩克斯坦的行政區，位於該國中西部，由阿克托貝州負責管轄，首府設於科姆索莫爾，始建於1997年，面積36,800平方公里，2019年人口24,895。